# سیارک ۶۸۸۴
سیارک ۶۸۸۴ (به انگلیسی: 6884 Takeshisato، نامگذاری:9521P-L) شش هزار و هشتصد و هشتاد و چهارمین سیارک کشف شده‌است که در ۱۷ اکتبر ۱۹۶۰ کشف شد.
قدر مطلق سیارک برابر ۱۴٫۲۰ است.